# مثلثة (قماش)
في صناعة الملابس والاستخدامات المماثلة، المُثَلّثة هي قماشة مثلثة يمكن استخدامها في تشكيل الثوب ليلائم منحنيات الجسم.